# Péterháza
Péterháza románul: Petrești, település Romániában, Erdélyben, Kolozs megyében.

## Fekvése
Déstől délkeletre, a Kis-Szamos jobb partja közelében, Szamosújvárnémeti és Szilágytő közt fekvő település.

## Története
Péterháza nevét 1383-ban említette először oklevél Petewrhaza néven. 1431-ben Peterhaza, 1454-ben Estwanfy-peterhaza, 1439-ben Peterhaza néven írták.
Péterháza első birtokosa és valószínűleg alapítója is az Agmánd nemzetségből való Agmándi Lőrinc fia Péter volt, aki már egy 1308-as oklevélben is Szilágytő felső szomszédjául volt megnevezve.
Az 1400-as évek közepén a Péterháziak, majd a Kodoriak birtoka volt. 1467-ben Petherhaza felét a Kodoriak 100 Ft-ért eladták Losonczi Dezső fia Lászlónak, azonban még 1467-ben Mátyás király a bálványosi uradalom felét hűtlenség címén Losonczi Bánffy Dezső fiaitól Lászlótól és Zsigmondtól elvette, és Várdai János váradi püspöknek s a püspökségnek adományozta, Péterházának is felerészét Bálványosvárához tartozónak írták, ezért ennek birtokába János püspököt be is iktatták. 1475-ben a Kodoriak tiltották Mátyás királyt attól, hogy Kodori Gál deák Petherhaza-i birtokrészét eladományozza. 1475-ben Kecseti Gál deák özvegye: Suki Ilonának Petherhazából hitbért fizett, és még ez év közepén Szucsáki Ravasz Péter Peterhaza őt illető felét, nemeskúriájával, de három telek kivételével, 80 arany Ft-ért eladta István moldovai vajdának.
1505-ben II. Ulászló király Kecseti Péter itteni részét, mivel az örökös nélküli halt el Csetszvei Barrabássy János és Lénárdnak, Kecseti Lászlónak és Szilvási Kristófnak adományozta, de az iktatásnál Csicsó ura, Bogdán moldvai vajda annak ellentmondott. 1553-ban Csicsóvár tartozéka, magyar falu. Kenézének neve Péter volt.
1602-ben Báthory Zsigmond e birtokot, mely azelőtt Mihály vajda bojárjának Dán Mihálynak volt birtoka, és melyet azután az ország rendjei Tordai János deáknak tordai kamaraispánnak adományoztak, akitől Mindszenty Benedek ezer magyar forinton megvette, Mindszentynek adományozta. E adományozást Rákóczi Zsigmond 1607-ben meg is erősítette. 1602-1603-ban Básta pusztította el. Az 1603. évi összeírás szerint Péterháza teljesen leégett. Az addig magyarok lakta településre a magyar lakosság helyére románokat telepítettek. 1618-ban birtokosa Wesselényi Boldizsár volt. 1642-ben II. Rákóczi György fejedelem a szamosújvári uradalomhoz csatolta. 1653-ban és 1658-ban is a szamosújvári uradalomé, amelynek itt 5 adózó jobbágya volt. 1643-ban idevaló fejedelmi jobbágyok Nagy Gergely és János, Kozma Tivadar voltak. 1653. és 1658-ban a szamosújvári uradalomnak itt 5 adózó jobbágya volt. 1694-ben pedig már kincstári birtok volt.
1703–1712 között újból elpusztult. 1713-ban Péterháza teljesen puszta, lakói a szamosújvári németiekkel laknak együtt, s művelik földjüket. Egykori lakói csak 1715-ben kezdtek visszatelepülni. 1767-ben az egész falu Dániel Tódor és testvére Ferenc zálogbirtoka volt. 1786-ban birtokosa Szamosújvár városa volt, és a feljegyzések szerint 19 jobbágya, 2 zsellére, 2 szegénye volt.
1898-ban  Novák Juli, Stej György és Indre, Nagy Jánosné vásárolták meg. A trianoni békeszerződés előtt Szolnok-Doboka vármegye Szamosújvári járásához tartozott.
1910-ben 382 lakosából 11 magyar, 10 német, 361 román volt. Ebből 361 görögkatolikus, 10 református, 10 izraelita volt.

## Nevezetességek

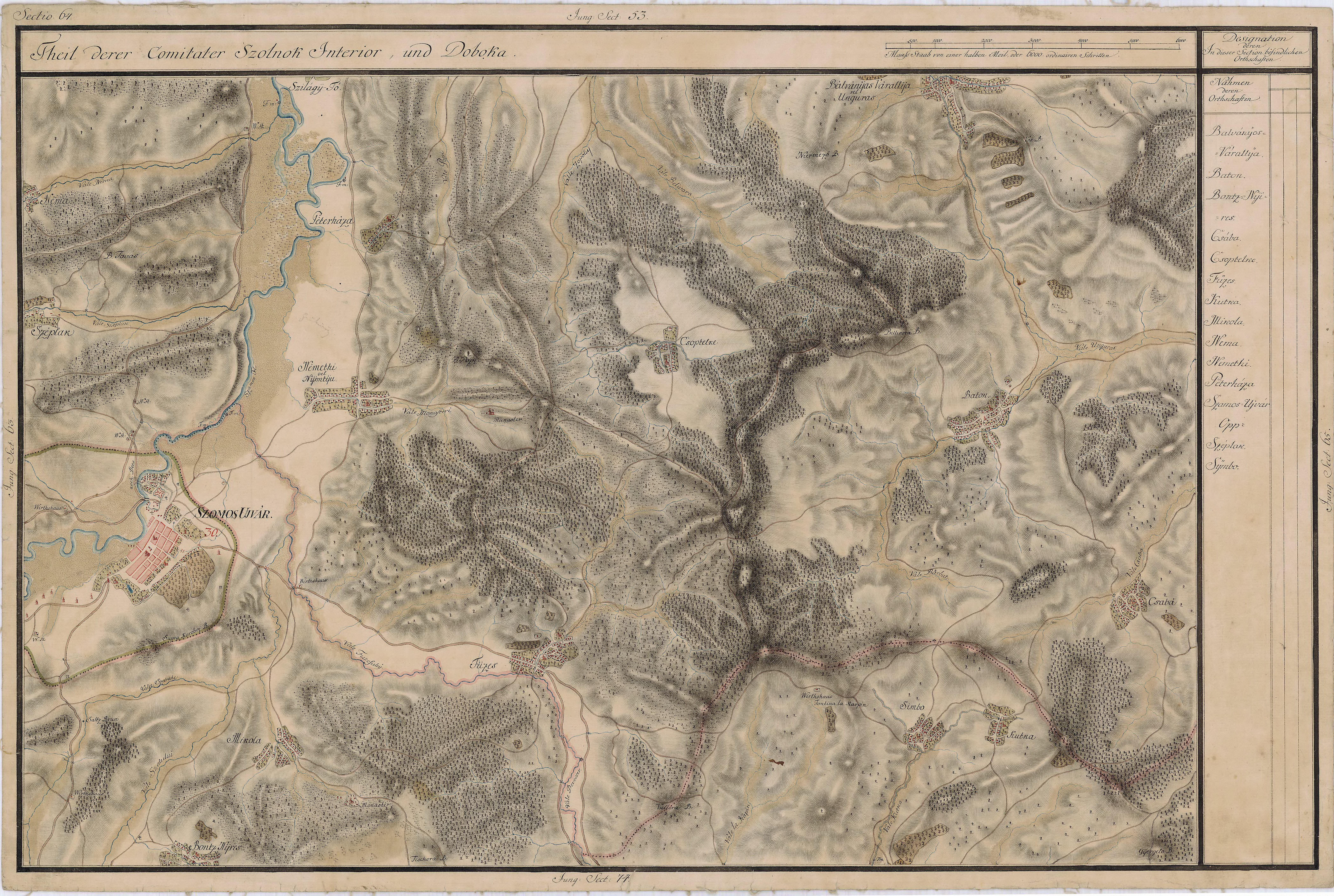
Péterháza egy régi, 1700-as évkből való térképen

- Görögkatolikus temploma fából épült, 1797-ben a szent arkangyalok tiszteletére szentelték föl. Anyakönyvet 1824 óta vezetnek. Egyik harangja felirattal van ellátva, 1850-ben Kolozsváron öntötték.